# تصوير القلب
تخطيط صدى القلب
وهو مخطط صدى القلب، وغالبا ما يشار إليه في المجتمع الطبي صدى في القلب أو صدى موجات الصوتية للقلب. والمعروف أيضا بالموجات فوق الصوتية، ويستخدم تقنية الموجات فوق الصوتية القياسية لاثنين من شرائح الصور ثلاثية الأبعاد للقلب. أحدث أنظمة الموجات فوق الصوتية، توظف الآن تصوير ثلاثي الابعاد.
بالإضافة إلى خلق اثنين من الصور ثلاثية الأبعاد لنظام القلب والأوعية الدموية، يمكن أيضا أن تنتج مخطط صدى القلب لتقييم دقيق لمدى سرعة الدم وأنسجة القلب عند أي نقطة التعسفي النبضية أو المتواصلة باستخدام الموجات فوق الصوتية هذا يسمح تقييم المجالات صمام القلب وظيفة أي اتصالات غير طبيعية بين الجانب الأيسر والأيمن للقلب، أي تسرب الدم عبر الصمامات (قلس صمامي)، وحساب الناتج القلب فضلا عن الإخراج.
ضربات القلب هو تطبيق الطبية في وقت مبكر من الموجات فوق الصوتية. ضربات القلب كما كان أول تطبيق على النقيض من الوريد بالموجات فوق الصوتية المحسنة هذه التقنية يقحم مليئة بالغاز في النظام الوريدي لتحسين نسيج وترسيم الدم. العكس هو أيضا انه يجري حاليا تقييم لفعاليته في تقييم تروية عضلة القلب. كما يمكن استخدامها مع دوبلر بالموجات فوق الصوتية لتحسين تدفق القياسات ذات الصلة انظر دوبلر ضربات القلب.
ضربات القلب هو إما يؤديها القلب أو الأطباء الذين تلقوا تدريبا في مجال أمراض القلب.
الغرض:
وتستخدم لتشخيص ضربات القلب أمراض القلب والأوعية الدموية في الواقع، هي واحدة من التجارب الأكثر استخداما لتشخيص أمراض القلب. فإنه يمكن توفير ثروة من المعلومات المفيدة، بما في ذلك حجم وشكل قلب، وقدرة الضخ وموقع ومدى أي ضرر لأنسجة. وهي مفيدة بوجه خاص لتقييم أمراض صمامات القلب. لأنه لا يسمح للأطباء لتقييم صمامات القلب، ولكن لا يمكن الكشف عن حالات الشذوذ في نمط تدفق الدم، مثل تدفق الدم إلى الوراء من خلال صمامات القلب مغلقة جزئيا، والمعروفة باسم التق. من خلال تقييم الحركة للجدار القلب، وضربات القلب يمكن أن تساعد على كشف وجود تقييم شدة مرض الشريان التاجي، فضلا عن المساعدة في تحديد ما إذا كان أي ألم في الصدر هي المسببة لامراض القلب. ضربات القلب يمكن أن تساعد أيضا الكشف عن القلب التصنع وأكبر ميزة لضربات القلب هو أنه موسع (لا تنطوي على قطع الجلد، أو الدخول إلى تجاويف الجسم) وليس لها أي مخاطر معروفة أو آثار جانبية.
مخطط صدى القلب
[2]
والمعيار هو مخطط صدى القلب التي تعرف أيضا باسم مخطط صدى القلب، أو القلب بالموجات فوق الصوتية. في هذه الحالة، محول ضربات القلب وضعت على جدار الصدر (أو الصدر) في هذا الموضوع، والصور التي تؤخذ عن طريق جدار الصدر هذا هو غير الغازية، ودرجة عالية من الدقة وسريعة تقييم الصحة العامة للقلب.
مخطط صدى القلب
[3]
هذا هو وسيلة بديلة لتنفيذ مخطط صدى القلب. وقد فتح تحقيق متخصصة تحتوي على محول بالموجات فوق الصوتية في طرفها يتم تمريرها إلى المريض المري. هذا يسمح صورة دوبلر والتقييم التي يمكن تسجيلها. هذا هو المعروف باسم مخطط صدى القل، أو إصبع القدم (تى في الولايات المتحدة).
تَخْطيطُ صَدَى القَلْبِ ذو البُعْدَين
يمكن الآن عد ضربات القلب وذلك باستخدام مجس مع مجموعة من محولات الطاقة ومناسب لتجهيز نظام. هذا يتيح إجراء تقييم تفصيلي التشريحية للأمراض القلبية، لا سيما صمامي العيوب، [5] وبعضلة القلب. [7] القدرة على شريحة من قلب الافتراضية في الطائرات لانهائية بطريقة مناسبة وتشريحيا لإعادة بناء 3 صور ثلاثية الأبعاد من الهياكل التشريحية جعل 3D ضربات القلب فريدة من نوعها لفهم مشوه خلقيا في القلب.
الاعتماد
الولايات المتحدة : جنة لاعتماد المختبرات ضربات القلب" يضع معايير للمختبرات الصدى، والتكنولوجيين في أمراض القلب في الولايات المتحدة أن تمتثل ل. مرة واحدة كل الشروط قد استوفيت، سوف تتلقى مختبر لإصدار الشهادات. معمل حصل على شهادة قد تحصل أيضا على أعلى السداد من شركات التأمين مثل الرعاية الصحية والرعاية الصحية المتحدة.
المملكة المتحدة : في المملكة المتحدة، ويتم اعتمادها من قبل الجمعية البريطانية لضربات القلب. التكنولوجيين المعتمدين أو غيرهم من المحترفين في مجال ضربات القلب سيكون قد استكمل سجل السفينة واجتاز الامتحان0
أوروبا : وعلى الصعيد الأوروبي، {والفردية واعتماد المختبرات، يتم توفيرها من قبل الرابطة الأوروبية لضربات القلب (بنت). ثلاثة التخصصات الدقيقة لاعتمادها الفردية : الكبار ضربات القلب، الكبار ضربات القلب وأمراض القلب الخلقية ضربات القلب والشرايين.
انظر أيضاً
Angiogram
الصمام الاورطى منطقة حساب
رسم القلب
الجنين ضربات القلب
المراجع
[9]
روابط خارجية
انسدال الصمام التاجي
الجمعية الأمريكية للضربات القلب
المجتمع البريطاني من ضربات القلب
المجتمع الدولي من القلب بالموجات فوق الصوتية
الرابطة الأوروبية لضربات القلب
3D صدى الإطار : تفسير 3 صور ثلاثية الأبعاد ضربات القلب واستخلاص المعلومات على الإنترنت
الافتراضية تى—تقرير مختصر للدراسة والتدريس الموارد
Echobasics—تعليمي مجاني على الإنترنت ضربات القلب
والخوارزميات، والنظام الرقمي للفيديو مخطط صدى القلب الفهرسة وسو
[10]
أمراض القلب.
التصوير الطبي.
الموجات فوق الصوتية المستخدمة في الطب
[12]
وهو مخطط صدى القلب غير طبيعية.
تظهر الصورة في منتصف العضلات عيب الحاجز البطيني.
التتبع في أسفل اليسار
الألوان المستخدمة لتمثيل سرعة واتجاه تدفق الدم.
القيام ضربات القلب لدى الأطفال
مخطط صدى القلب منذ فترة طويلة في القص المحور عرض، مما يدل على قياس من البطين الأيسر
عَيبُ الحَاجِزِ البُطَيْنِيّ
3D مخطط صدى القلب للقلب عرضها من ذروة